# Chao Hu
Der Chao-See oder Chao Hu (chinesisch 巢湖, Pinyin Cháo Hú) ist ein Süßwassersee zwischen Chaohu, Hefei, Feidong und Lujiang im Zentrum der chinesischen Provinz Anhui. Er ist der größte See in Anhui und einer der fünf großen Süßwasserseen Chinas.
Er liegt in der Tancheng-Lujiang-Störungszone 郯城-庐江断裂带 (Abk. Tan-Lu-Störung 郯庐断裂带), die in ihrem Nordabschnitt das große Beben von Tangshan 1976 verursachte.